# Катержина Шишкова
Катержина Шишкова (чеськ. Kateřina Sisková; нар. 20 лютого 1974) — колишня чеська тенісистка.
Найвищу одиночну позицію світового рейтингу — 58 місце досягла 4 січня 1993, парну — 104 місце — 7 серпня 1995 року.
Здобула 8 одиночних та 12 парних титулів туру ITF.
Найвищим досягненням на турнірах Великого шолома було 3 коло в одиночному розряді.
Завершила кар'єру 2013 року.

## Фінали турнірів WTA

### Парний розряд (0–1)
| Перемога - Легенда                  |
| ----------------------------------- |
| Турніри Великого шолома (0–0)       |
| Tier I (0–0)                        |
| Tier II (0–0)                       |
| Tier III (0–0)                      |
| Турніри IV-ї та V-ї категорій (0–1) |

| Результат | Дата           | Турнір               | Покриття | Партнерка     | Суперниці                          | Рахунок  |
| --------- | -------------- | -------------------- | -------- | ------------- | ---------------------------------- | -------- |
| Поразка   | 11 серпня 1996 | Gastein Ladies, Linz | Ґрунт    | Ленка Ценкова | Наталія Медведєва Жанетта Гусарова | 4–6, 5–7 |

## Фінали ITF
| Турніри $100,000 |
| Турніри $75,000  |
| Турніри $50,000  |
| Турніри $25,000  |
| Турніри $10,000  |

### Одиночний розряд (8–3)
| Результат | Ранг | Дата            | Турнір                   | Покриття | Суперниця            | Рахунок          |
| Перемога  | 1.   | 30 червня 1991  | Дубровник, Югославія     | Ґрунт    | Любомира Бачева      | 6–2, 6–1         |
| Поразка   | 2.   | 7 липня 1991    | Дубровник, Югославія     | Ґрунт    | Любомира Бачева      | 4–6, 6–1, 2–6    |
| Перемога  | 3.   | 12 серпня 1991  | Ребек, Бельгія           | Ґрунт    | Олена Макарова       | 6–3, 6–0         |
| Перемога  | 4.   | 6 квітня 1992   | Казерта, Італія          | Ґрунт    | Радка Бобкова        | 6–4, 6–2         |
| Перемога  | 5.   | 13 квітня 1992  | Салерно, Італія          | Ґрунт    | Ноелія Перес Пеньяте | 6–2, 6–3         |
| Перемога  | 6.   | 12 вересня 1994 | Софія, Болгарія          | Ґрунт    | Софія Празеріс       | 6–3, 6–3         |
| Поразка   | 7.   | 17 червня 1996  | Битом, Польща            | Ґрунт    | Фабіола Сулуага      | 6–3, 3–6, 6–7    |
| Перемога  | 8.   | 21 квітня 1997  | Простейов, Чехія         | Ґрунт    | Лібуше Прушова       | 0–6, 6–2, 6–1    |
| Перемога  | 9.   | 16 червня 1997  | Докси, Чехія             | Ґрунт    | Мілена Неквапілова   | 6–3, 3–6, 7–6(3) |
| Поразка   | 10.  | 29 червня 1997  | Пльзень, Чехія           | Ґрунт    | Міхаела Паштікова    | 2–6, 7–6, 4–6    |
| Перемога  | 11.  | 18 серпня 1997  | Валашке Мезиржичі, Чехія | Ґрунт    | Лібуше Прушова       | 6–2, 6–1         |

### Парний розряд (12–12)
| Результат | Ранг | Дата              | Турнір                       | Покриття   | Партнерка         | Суперниці                               | Рахунок             |
| --------- | ---- | ----------------- | ---------------------------- | ---------- | ----------------- | --------------------------------------- | ------------------- |
| Перемога  | 1.   | 18 вересня 1989   | Рабаць, Югославія            | Ґрунт      | Агнесе Густмане   | Івана Янковська Ева Меліхарова          | 6–1, 6–4            |
| Поразка   | 2.   | 13 серпня 1990    | Карлові Вари, Чехословаччина | Ґрунт      | Маркета Штускова  | Петра Голубова Сильвія Штефкова         | 6–4, 4–6, 6–7       |
| Перемога  | 3.   | 24 червня 1991    | Дубровник, Югославія         | Ґрунт      | Домініка Горецька | Карин Лушниць Катаріна Студенікова      | 6–4, 6–4            |
| Поразка   | 4.   | 15 липня 1991     | Карлові Вари, Чехословаччина | Ґрунт      | Маркета Штускова  | Радка Бобкова Каріна Габшудова          | 1–6, 3–6            |
| Поразка   | 5.   | 16 вересня 1991   | Софія, Болгарія              | Ґрунт      | Івана Гаврлікова  | Майке Бабель Валда Лейк                 | 5–7, 0–6            |
| Перемога  | 6.   | 30 березня 1992   | Монкальєрі, Італія           | Ґрунт      | Олена Макарова    | Радка Бобкова Яна Поспішилова           | 6–4, 2–6, 6–2       |
| Поразка   | 7.   | 20 квітня 1992    | Барі, Італія                 | Ґрунт      | Ева Мартінцова    | Джастін Годдер Кіррілі Шарп             | 2–6, 3–6            |
| Поразка   | 8.   | 14 вересня 1992   | Karlovy Vary, Чехія          | Ґрунт      | Яна Поспішилова   | Марія Ліндстрем Марія Страндлунд        | 1–6, 2–6            |
| Поразка   | 9.   | 27 вересня 1993   | Кірхгайм, Австрія            | Ґрунт      | Петра Рацлавська  | Івана Янковська Ева Меліхарова          | 1–6, 7–6, 1–6       |
| Поразка   | 10.  | 27 червня 1994    | Пловдив, Болгарія            | Ґрунт      | Ленка Немечкова   | Нанне Дальман Жанетта Гусарова          | 4–6, 4–6            |
| Поразка   | 11.  | 12 вересня 1994   | Софія, Болгарія              | Ґрунт      | Петра Кучова      | Кароліна Шнайдер Катажина Теодорович    | 1–6, 1–6            |
| Перемога  | 12.  | 17 жовтня 1994    | Фленсбург, Німеччина         | Килим      | Яна Поспішилова   | Кірстін Фрає Зілке Маєр                 | 6–2, 4–6, 6–2       |
| Поразка   | 13.  | 20 листопада 1994 | Бад-Ґеґґінґ, Німеччина       | Килим (i)  | Яна Поспішилова   | Кетеліна Крістя Татьяна Єчменіца        | 6–3, 3–6, 2–6       |
| Поразка   | 14.  | 11 грудня 1994    | Cergy-Pontoise, Франція      | Тверде (i) | Ева Меліхарова    | Анжелік Олів'є Елена Пампулова          | 1–6, 4–6            |
| Перемога  | 15.  | 20 лютого 1995    | Валенсія, Іспанія            | Ґрунт      | Петра Кучова      | Естефанія Боттіні Анхелес Монтоліо      | 4–6, 6–3, 7–5       |
| Поразка   | 16.  | 25 лютого 1996    | Богота, Колумбія             | Ґрунт      | Віраг Чурго       | Хрістіна Пападакі Мерседес Пас          | 6–7, 2–6            |
| Перемога  | 17.  | 9 грудня 1996     | Пршеров, Чехія               | Килим      | Ева Меліхарова    | Мілена Неквапілова Гана Шромова         | 6–2, 7–6(5)         |
| Перемога  | 18.  | 8 червня 1997     | Битом, Польща                | Ґрунт      | Яна Ондроухова    | Катажина Теодорович Анна Бєлень-Жарська | 6–4, 6–2            |
| Поразка   | 19.  | 16 червня 1997    | Докси, Чехія                 | Ґрунт      | Яна Ондроухова    | Габріела Хмелінова Яна Мацурова         | 2–6, 2–6            |
| Перемога  | 20.  | 18 серпня 1997    | Валашке Мезиржичі, Чехія     | Ґрунт      | Яна Ондроухова    | Бланка Кумбарова Петра Плачкова         | 5–7, 7–6(6), 7–6(2) |
| Перемога  | 21.  | 25 серпня 1997    | Орбетелло, Італія            | Ґрунт      | Зілке Маєр        | Кім де Вейлле Генріетте ван Алдерен     | 6–3, 2–6, 6–2       |
| Перемога  | 22.  | 1 вересня 1997    | Сполето, Італія              | Ґрунт      | Яна Поспішилова   | Ана Алькасар Ева Бес                    | 6–1, 6–0            |
| Перемога  | 23.  | 4 жовтня 1997     | Оточець, Словенія            | Ґрунт      | Ленка Ценкова     | Петра Мандула Каталін Мароші            | 7–5, 7–6(3)         |
| Перемога  | 24.  | 26 квітня 1998    | Простейов, Чехія             | Ґрунт      | Ленка Ценкова     | Ольга Лугіна Елена Пампулова            | 6–4, 4–6, 6–4       |

## Часова шкала результатів на турнірах Великого шлему
| W | Ф | ПФ | ЧФ | #Р | КТ | К# | DNQ | A | NH |

### Одиночний розряд
| Турнір                                 | 1992 | 1993 | 1994 | 1995 | W–L |
| -------------------------------------- | ---- | ---- | ---- | ---- | --- |
| Відкритий чемпіонат Австралії з тенісу |      |      |      | 1р   | 0–1 |
| Відкритий чемпіонат Франції з тенісу   |      | 3р   | 1р   | К1р  | 2–2 |
| Вімблдонський турнір                   | 1р   | 2р   |      |      | 1–2 |
| Відкритий чемпіонат США з тенісу       | 1р   | 1р   |      |      | 0–2 |
| В-П                                    | 0–2  | 3–3  | 0–1  | 0–1  | 3–7 |

### Парний розряд
| Турнір                                 | 1995 | 1996 | 1997 | W–L |
| -------------------------------------- | ---- | ---- | ---- | --- |
| Відкритий чемпіонат Австралії з тенісу | 1р   |      | 2р   | 1–2 |
| Відкритий чемпіонат Франції з тенісу   | 1р   |      |      | 0–1 |
| Вімблдонський турнір                   |      |      |      | 0–0 |
| Відкритий чемпіонат США з тенісу       |      |      |      | 0–0 |
| В-П                                    | 0–2  | 0–0  | 1–1  | 1–3 |